# Franciscaines du Seigneur de la Cité
Les Franciscaines du Seigneur de la Cité (en latin : Congregatio Sororum Franciscalium a Domino Civitatis) forment une congrégation religieuse enseignante et hospitalière de droit pontifical.

## Histoire
La congrégation est fondée le 10 octobre 1884 à Caltanissettapar le capucin Ange Lipani (it) (1842-1920) pour prendre soin des orphelines. La communauté est située près de l'église où est conservée un crucifix connu sous le nom de « Seigneur de la Cité (it)» .
Les premières aspirantes prennent l'habit religieux le 15 octobre 1885. L'institut est agrégé aux frères mineurs capucins le 28 mars 1909 ; il est érigé en congrégation religieuse de droit diocésain le 8 décembre 1937 par Giovanni Jacono, évêque de Caltanissetta, et reçoit le décret de louange le 7 décembre 1950.

## Activités et diffusion
Les sœurs se dédient à l'enseignement et aux soins des malades.
Elles sont présentes en Italie avec la maison-mère à Rome.  
En 2017, la congrégation comptait 283 sœurs dans 52 maisons.